# Hanumannagar, Chincholi
Hanumannagar là một làng thuộc tehsil Chincholi, huyện Gulbarga, bang Karnataka, Ấn Độ.